# 名古屋市立楠中学校
名古屋市立楠中学校（なごやしりつ くすのきちゅうがっこう）は、愛知県名古屋市北区楠二丁目にある公立中学校。

## 概要
当校は、名古屋市立楠小学校・名古屋市立如意小学校・名古屋市立楠西小学校卒業生の、進学先にあたる。
楠とは、クスノキと楠木正成から由来した、楠村（現・楠町）の地名から取っている。
当校の体育館には木製で作られた、校歌の額がある。全長1440cm×2250cmであり、1文字約90cm角の組子細工を使用している。額の制作は工芸建具専門の河村であり、筆耕は早川鐵牛が手掛けている。名古屋市立楠小学校には、校歌と校訓が書かれた同様のものがある。設置場所は同じく体育館である。

## 歴史

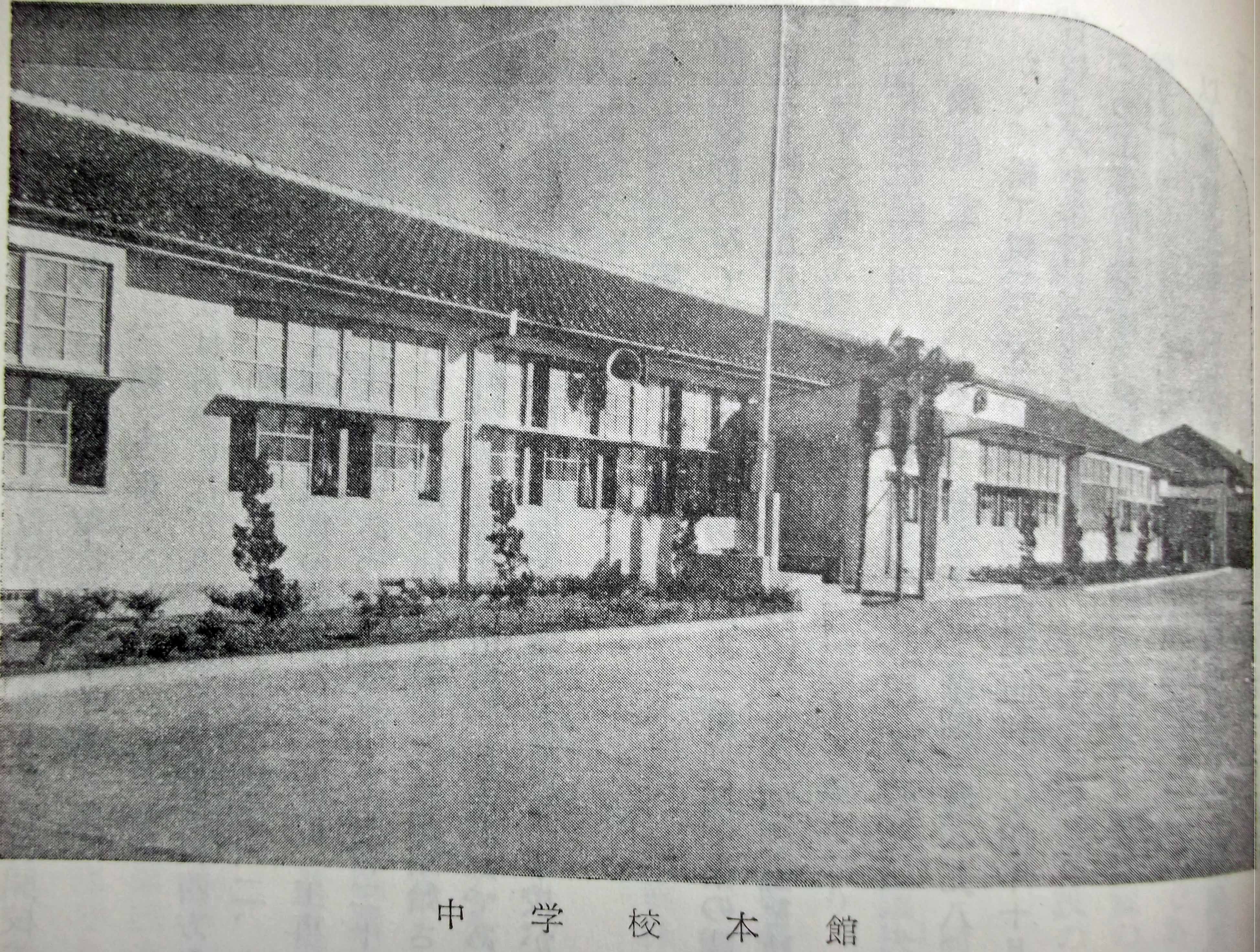
楠村立楠中学校（当時）校舎

### 沿革
- 1947年（昭和22年）4月1日 - 学校教育法に基づき設立[1]。楠村立楠小学校校舎を借用した[2]。同月18日開校式、同月19日より授業開始[2]。
- 1948年（昭和23年）10月11日 - 中学校独立校舎（3教室）を竣工[2]。総工費は689,990円だったという[2]。
- 1949年（昭和24年）10月28日 - 第二期工事竣工[2]。総工費2,589,000円[2]。
- 1950年（昭和25年）5月13日 - 宿直室等増築（起工）[3]。
- 1955年（昭和30年）1月20日 - 中学校本館竣工（写真）[3]。総工費6,395,800円[3]。
- 1955年（昭和30年）10月1日 - 楠村が名古屋市北区に編入され、それに伴い名古屋市立楠中学校となる。
- 1976年（昭和51年）4月1日 - 分校が設置される[4]。
- 2022年（令和4年）度 - 体育館にエアコンが整備される[5][6]。

### 歴代校長
年月は就任を示す
1. 1947年（昭和22年）4月 - 山本鍟次郎[7]
2. 1952年（昭和27年）3月 - 浅井銑三[7]
3. 1955年（昭和30年）3月 - 古瀬金次郎[7]

### 生徒数の変遷
『愛知県小中学校誌』（2018年）によると、生徒数の変遷は以下の通りである。
| 1947年（昭和22年） | 134人  |  |
| 1957年（昭和32年） | 383人  |  |
| 1967年（昭和42年） | 1064人 |  |
| 1977年（昭和52年） | 1120人 |  |
| 1987年（昭和62年） | 957人  |  |
| 1997年（平成9年）  | 697人  |  |
| 2007年（平成19年） | 721人  |  |
| 2017年（平成29年） | 658人  |  |

## 通学区域
所管する名古屋市教育委員会は、2018年（平成30年）9月1日現在、名古屋市立楠小学校区・名古屋市立如意小学校区・名古屋市立楠西小学校区を通学区域として指定している。
通学区域内に、国道302号（名古屋環状2号線）と国道41号、2つの国道が通っている。

## アクセス
- 名古屋市営バス 「楠支所」バス停にて下車、徒歩約2分

### WEB
1. 1 2  名古屋市教育委員会事務局総務部教育環境計画室計画係 (2018年4月1日). “名古屋市立中学校区一覧　（小→中）” (PDF).   名古屋市. 2018年11月17日閲覧。
2. ↑  “筆耕”. www.ma.ccnw.ne.jp. 2020年7月11日閲覧。

### 文献
1. ↑  名古屋市楠町誌編纂委員会 1957, p. 324.
2. 1 2 3 4 5 6  名古屋市楠町誌編纂委員会 1957, p. 326.
3. 1 2 3  名古屋市楠町誌編纂委員会 1957, p. 327.
4. ↑  名古屋市会事務局 1995, p. 44.
5. ↑  “中学、特別支援学校６０校の体育館にエアコン　冷房は２３年度から”. 中日新聞社. (2021年5月29日) 2021年6月21日閲覧。
6. ↑  “学校体育館空調設備にかかる設計について”. 名古屋市. (2021年5月28日) 2021年8月10日閲覧。
7. 1 2 3  名古屋市楠町誌編纂委員会 1957, p. 329.
8. ↑  六三制教育七十周年記念 愛知県小中学校誌 合同記念誌編集特別委員会 2018, p. 184.